# 尤馬縣 (科羅拉多州)
尤馬縣（英語：Yuma County）是美国科羅拉多州東部的一個縣，東鄰內布拉斯加州。面積14,294平方公里。根據美國2000年人口普查，人口160,026。縣治雷（Wray）。成立於1889年3月15日。縣名紀念尤馬人。